# Vite
Vite是一个由尤雨溪编写的本地开发服务器。它被默认用于Vue和React的项目模板，支持TypeScript与JSX并在内部使用Rollup和esbuild进行打包构建。
它监视文件在编辑时的变化，并在文件保存后通过称为热模块替换（HMR）的过程重新加载被编辑的代码，该过程通过使用ES6模块（ESM）重新加载被更改的部分文件，而不是重新编译整个应用程序。
Vite提供了内置的SSR支持。默认情况下，它监听TCP端口5173。可以配置Vite以通过HTTPS提供内容，并将请求（包括WebSocket）代理到后端Web服务器（例如Apache HTTP Server）。

## 功能与性能
Vite有着可以减少开发等待时间的热模块替换（HMR）系统。Vite支持React、Vue和Svelte等框架，并支持服务器端渲染（SSR）、代码拆分和异步加载。
与传统构建工具相比，Vite的生产构建时间快，为3.37秒，而Webpack为10.82秒，Parcel为9.01秒。Vite与工具（如Vitest用于测试、Astro用于内容驱动的站点和Slidev用于演示文稿）无缝集成，且与框架无关。